# دانیل مارشال
دانیل مارشال (انگلیسی: Donyell Marshall؛ زادهٔ ۱۸ مهٔ ۱۹۷۳) بازیکن بسکتبال اهل ایالات متحده آمریکا است.
از باشگاه‌هایی که در آن بازی کرده‌است می‌توان به تورنتو رپترز، مینه‌سوتا تیمبرولوز، شیکاگو بولز، گلدن استیت واریرز، سیاتل سوپرسانیکس، یوتا جاز، کلیولند کاوالیرز، و فیلادلفیا سونتی‌سیکسرز اشاره کرد.